# Plesiodema pinetella
Plesiodema pinetella ist eine Wanzenart aus der Familie der Weichwanzen (Miridae).

## Merkmale
Die Wanzen werden 2,6 bis 3,4 Millimeter lang. Sie sind dunkel gefärbt und tragen auf der Oberseite keine Härchen. Der vordere Teil des Körpers ist häufig dunkler als das Corium und die Basis des Cuneus ist blass. Die Dornen an den Schienen (Tibien) sind kürzer als die Schienen breit sind und sie entspringen nicht aus schwarzen Punkten.

## Vorkommen und Lebensraum
Die Art ist in Europa und dem westlichen Nordafrika verbreitet. Im Osten erstreckt sich die Verbreitung bis Sibirien und Zentralasien. In Deutschland und Österreich tritt sie vermutlich überall auf und ist nicht selten. Sie ist aber vielerorts nur lückenhaft und teilweise durch historische Funde belegt. In den Alpen steigt die Art bis etwa 1800 Meter Seehöhe.

## Lebensweise
Plesiodema pinetella lebt auf Nadelhölzern wie Kiefern (Pinus), Fichten (Picea) und Lärchen (Larix), tritt aber in Mitteleuropa vor allem an Waldkiefer (Pinus sylvestris), Schwarzkiefer (Pinus nigra) und in den höheren Lagen in den Alpen an Bergkiefer (Pinus mugo) auf. Selten trifft man die Art auch auf Laubbäumen an. Die Nymphen saugen bevorzugt an den Pollensäcken der Bäume. Die Imagines ernähren sich vermutlich sowohl von den Pflanzen, als auch räuberisch. Die Imagines treten von Ende Mai bis Anfang Juli auf, wobei ihre Lebenserwartung nur etwa zwei Wochen beträgt. Sie fliegen nachts häufig künstliche Lichtquellen an.

## Belege